# Carinata unicurvana
Carinata unicurvana är en insektsart som beskrevs av Li och Zhang. Carinata unicurvana ingår i släktet Carinata och familjen dvärgstritar. Inga underarter finns listade i Catalogue of Life.